# 2021年波士顿市长选举
2021年波士顿市长选举（英語：2021 Boston Mayoral Election）于2021年11月2日星期二举行，选举美国马萨诸塞州波士顿市的市长。由于有多于两名候选人有资格参与这次市长选举，因此在9月14日举行了无党制初选，以决定由哪两位候选人进入最后的市长大选。9月15日，根据最后的初选计票计票结果显示，排名第一的吴弭和第二的安妮莎·埃塞比·乔治可以进入到最后的选举并角逐市长一职。于11月3日舉行的第二輪選舉中，吴弭以得票率64.0%，成功擊敗埃塞比·乔治當選為第55任波士頓市長，也成爲該市200年來經選舉產生的首位女性及非白人市長，及美國東岸首位亞裔市長。

### 脚注
1. ↑  根据法律规定，波士顿市的所有地方选举均为无党制。

### 出典
1. ↑   (PDF). City of Boston.   [January 12, 2022]. （原始内容存档 (PDF)于December 30, 2021）.
2. ↑   (PDF).   [February 15, 2018]. （原始内容 (PDF)存档于February 16, 2018）.
3. ↑  Sean Philip Cotter. . 波士顿先驱报（英语：Boston Herald）. 2020-05-30  [2021-11-03]. （原始内容存档于2021-11-04） （英语）.
4. ↑  Christopher Gavin. . 波斯顿网（英语：Boston.com）. 2021-09-15  [2021-11-03]. （原始内容存档于2021-11-05） （英语）.
5. ↑  . NBC News. 2021-06-09  [2021-09-15]. （原始内容存档于2021-11-21） （英语）.